# Chiesa di San Barnaba (Melksham Without)
La chiesa di San Barnaba (in inglese Church of St Barnabas) è la chiesa anglicana che si trova a Beanacre, villaggio nella parrocchia civile di Melksham Without nella contea del Wiltshire che si trova nel Sud Ovest dell'Inghilterra, Regno Unito. Il luogo di culto risale al  XIX secolo, rientra nella diocesi di Salisbury ed è considerato monumento classificato di seconda categoria per il suo particolare interesse storico e architettonico.

## Storia

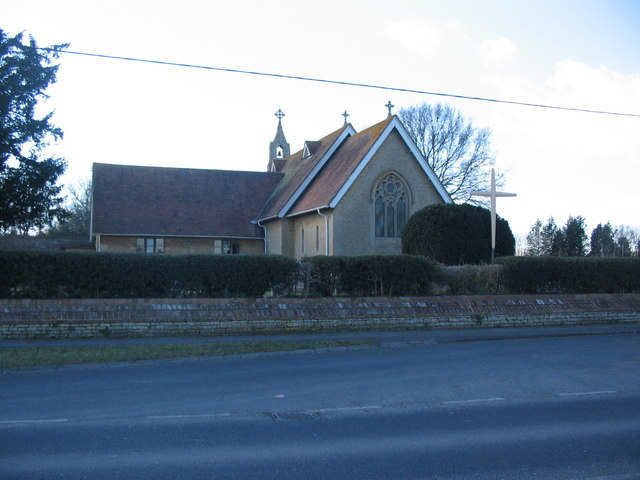
Chiesa di San Barnaba vista da Beanacre Road

La prima pietra per la costruzione della chiesa anglicana di San Barnaba a Beanacre venne posta il 17 novembre 1885. L'edificio fu ultimato poi nel 1886, in stile gotico inglese con lo scopo di servire i fedeli locali che così non dovettero più recarsi presso la parrocchiale di San Michele a Melksham.

## Descrizione
L'English Heritage ha inserito dal 13 febbraio 1985 la chiesa di San Barnaba a Beanacre tra gli edifici storici come monumento classificato di seconda categoria col numero 1285597.
La chiesa appartiene alla diocesi di Salisbury.

### Esterni
La chiesa di San Barnaba si trova nella parte meridionale dell'abitato di Beanacre, nella parrocchia civile di Melksham Without nella contea del Wiltshire, Sud Ovest dell'Inghilterra, Regno Unito. La struttura è stata edificata utilizzando pietra squadrata seguendo lo stile in uso vari secoli prima, il gotico inglese. Il campanile a vela ha una campana singola. Accanto all'edificio della navata si trova, a nord, la sagrestia del XX secolo. La grande finestra occidentale è arricchita da trafori geometrici. Il portico a capanna si trova a nord e la porta ha un arco a sesto acuto modanato. Il tetto è in tegole con cimase a croce scolpite. Accanto alla chiesa si trova il cimitero della comunità ed una grande croce in pietra segnala la zona ed è visibile dalla vicina strada.

### Interni
La navata interna è unica e suddivisa in diverse campate. la copertura interna è realizzata con capriate a collare rinforzate ad arco. Dalla sala si accede alla sagrestia attraverso la porta posta in un grande arco cieco ellittico nel muro sud. Il fonte battesimale in pietra del XIV secolo all'estremità occidentale della navata ha una ciotola ottagonale su una colonna cilindrica ed è stato portato in questa chiesa dalla chiesa di San Michele di Melksham. Il presbiterio è suddiviso a sua volta in campate ed ha 2 finestre a sesto acuto e una finestra orientale in stile decorato con gocciolatoio modanato. La sala riceve luce da due grandi finestre trilobate e una da una finestra quadrilobata.